# Montaña Roja (cráter)
Montaña Roja es un cráter volcánico situado al sudoeste de la isla de Lanzarote, en el término municipal español de Yaiza.

## Descripción
El cráter, considerado el más occidental de la isla de Lanzarote y cercano a la cadena de los Ajaches, se encuentra dentro del término municipal de Yaiza. Aparece descrito en el decimotercer volumen del Diccionario geográfico-estadístico-histórico de España y sus posesiones de Ultramar de Pascual Madoz con las siguientes palabras:

ROJA (montaña): crater el mas occidental de la isla de Lanzarote cuyo nombre toma su térm., en la prov. de Canarias, part. jud. de Teguise: sit. á 1 leg. al OSO. de la cadena de los Ajaches, en el parage titulado Rubicon; tiene 800 pies de altura y sobre 2,000 años de antigüedad.
(Madoz, 1849, p. 544)

En el centro del único espacio con vegetación del cráter se encuentra un montículo de piedras rodeado por un círculo de estas mismas. En el lugar, destaca una placa conmemorativa de metal atornillada a una piedra firmemente asentada en el suelo. La placa está dedicada a una mujer llamada “Barbara Paton” y presenta una inscripción en dos líneas que dice: “The question “why?” Will remain unanswered”, que puede traducirse como: “La pregunta “¿por qué?” sigue sin respuesta”. Barbara Paton era una mujer de Irlanda del Norte que emigró a Playa Blanca, Lanzarote, al pie de la montaña, para retirarse. Murió en 2011 en Londres a causa de cáncer. El hito de piedras fue colocado allí por sus familiares.